# Seelingstädt
Seelingstädt – miejscowość i gmina w Niemczech, w kraju związkowym Turyngia, w powiecie Greiz, siedziba administracyjna wspólnoty administracyjnej Ländereck. Do 31 grudnia 2023 wspólnota ta nosiła nazwę Wünschendorf/Elster z siedzibą w gminie Wünschendorf/Elster. Od 1 grudnia 1991 do 7 lutego 2013 gmina była pierwotnie siedzibą wspólnoty.